# Kophobelemnon stelliferum
Kophobelemnon stelliferum is een Pennatulaceasoort uit de familie van de Kophobelemnidae. De wetenschappelijke naam van de soort is voor het eerst geldig gepubliceerd in 1776 door Müller.